# Socha svatého Jana Nepomuckého (Velká Jesenice)
Socha svatého Jana Nepomuckého je situována u čp. 67 v obci Velká Jesenice v okrese Náchod. Socha je od 8. března 1995 chráněna jako kulturní památka. Národní památkový ústav tuto sochu uvádí v katalogu památek pod rejstříkovým číslem ÚSKP 68393/6-5837. 

## Popis
Kvalitní, asi 4 metry vysoká socha z hořického pískovce pocházející z dílny místního sochaře Jana Háže. Postavena a odhalena byla v roce 1891. Ve spodní části podstavce je reliéf kříže, kotvy a monstrance v olivovém věnci. Ve střední části je nika s reliéfem svržení Jana Nepomuckého z mostu.